# Oppervlaktemassa
De oppervlaktemassa, ofwel oppervlaktedichtheid is een eigenschap van een tweedimensionaal voorwerp, zoals bij benadering een dunne stalen plaat of een vel papier. Deze grootheid wordt berekend door de totale massa van het voorwerp te delen door het oppervlak. De SI-eenheid is kilogram per vierkante meter (kg m−2).
De oppervlaktemassa van een (eventueel in dikte variërend) voorwerp wordt als volgt berekend:
{\displaystyle \rho _{A}={\frac {M}{A}}}
of
{\displaystyle \rho _{A}=\rho \cdot d}
Hierin is
{\displaystyle \rho _{A}\ } de gemiddelde oppervlaktemassa (kg m−2)
{\displaystyle M\ } de totale massa van het voorwerp (kg)
{\displaystyle A\ } het totale oppervlak van het voorwerp (m2)
{\displaystyle \rho \ } de gemiddelde dichtheid (kg m−3)
{\displaystyle d\ } de gemiddelde dikte van het voorwerp (m)

## Gebruik
De oppervlaktemassa wordt vaak gebruikt om de dikte van papier te beschrijven. Zo is papier met een oppervlaktemassa van 80 g/m2 heel gebruikelijk. Dit wordt vaak kortweg aangeduid met de term "80 grams papier".
De grootheid wordt ook gebruikt bij het bepalen van de absorptie van elektromagnetische straling, en in de akoestiek. Het transmissieverlies is vaak afhankelijk van de oppervlaktemassa. Dit wordt toegepast in de massawet.
Ook voor vallende voorwerpen is de oppervlaktemassa van belang. De luchtweerstand hangt namelijk af van het oppervlak, de zwaartekracht hangt af van de massa. De oppervlaktemassa wordt in de mechanica toegepast bij de berekening van trillingen in platen en membranen.